# Shama (Ghana)
Shama ou Shema est une ville avec un village de pêcheurs et est le chef-lieu du district de Shama, un district de la région occidentale du Ghana,. La ville se trouve à environ 20 km à l'est de Sekondi-Takoradi, à l'embouchure de la rivière Pra. La ville abrite le fort São Sebastião, dans le cimetière duquel est enterré le philosophe Anton Wilhelm Amo, premier Africain connu à avoir fréquenté une université européenne. 
La ville est située dans le district métropolitain de Shama Ahanta Est et dans la circonscription de Shama de la région occidentale du Ghana.  
Shama est la soixantième ville la plus peuplée du Ghana et compte 23 699 habitants.[réf. nécessaire]